# Zethenia obscura
Zethenia obscura är en fjärilsart som beskrevs av W. Warren 1899. Zethenia obscura ingår i släktet Zethenia och familjen mätare. Inga underarter finns listade i Catalogue of Life.